# Nora Akachar
Nora Akachar (Imzouren, 1985) is een Marokkaans-Nederlandse theatermaker, actrice, presentatrice, spreker en hulpverlener. Ze werd geboren in Marokko en groeide op in de Schilderswijk in Den Haag. Ze is bekend van haar theaterproducties, haar rollen in de film Meskina en de serie Mocro Maffia, als presentatrice van de televisieprogramma's RaRa Ramadan en Ramadan in Nederland, en als kandidaat in het 25e seizoen van Wie is de Mol?

## Biografie
In 1985 werd Akachar geboren in Imzouren, Marokko. Op vierjarige leeftijd emigreerde ze samen met haar moeder, broers en zussen naar Den Haag. Haar vader voegde zich later bij het gezin in Nederland. De familie vestigde zich in de Schilderswijk, waar Akachar opgroeide in een conservatief, islamitisch gezin. Ze was een van de negen kinderen, acht waren er meegekomen uit Marokko en nog één werd er in Nederland geboren.
Akachar groeide op met de overtuiging dat studeren een mogelijkheid was, maar dat trouwen en kinderen krijgen als prioriteit werden beschouwd. Desondanks voltooide ze haar opleiding in maatschappelijk werk en dienstverlening.
Op haar zestiende begon ze met theater, maar ze hield dit geheim voor haar familie vanwege hun conservatieve opvattingen. Haar ouders keurden haar theaterambities af; haar moeder zag vrouwen in het theater als prostituees. Uit angst voor de reactie van haar ouders moest Akachar zelfs stiekem haar eigen posters in de stad verwijderen. Later koos Akachar resoluut voor een carrière in het theater.

## Carrière

### Theater
Een centraal thema in Akachars werk is het doorbreken van taboes, met name binnen de Marokkaans-Nederlandse gemeenschap en de culturele confrontaties in de Nederlandse samenleving. Akachar streeft ernaar om met haar podiumwerk zichtbaarheid te geven aan islamitische vrouwen, wier verhalen zij als ondervertegenwoordigd beschouwt in het Nederlandse theaterlandschap.
Haar eerste productie, Trauma's van Nora on Stage, uit 2019, waarin ze persoonlijke verhalen deelt over haar ervaringen als Marokkaanse vrouw in Nederland, is geïnspireerd op haar gelijknamige Facebookpagina. In 2021 ging de theatervoorstelling (W)rap my hijab van Studio 52nd in première, waarin Akachar samen met Asma el Mouden de hidjab, identiteit en geloof centraal stelden.
In Alles Over-Winnen, dat in maart 2022 in première ging, reflecteert Akachar op haar identiteit aan de hand van thema's als culturele achtergrond, familiebanden en haar plaats in de samenleving als Marokkaanse vrouw. Met Ongesteld, die in oktober 2023 debuteerde, gebruikt Akachar humor om genderbeelden te bevragen.
De voorstelling Tamghart (Riffijns voor "vrouw"), die in maart 2025 in première gaat, verkent vanuit een niet-westers perspectief de betekenis van vrouwelijke kracht. Westerse opvattingen worden hierin kritisch benaderd en afgezet tegen een alternatieve visie.

### Film en televisie
Akachar speelde in 2021 een rol in de romantische komedie Meskina. In 2022 was ze te zien in de populaire serie Mocro Maffia en de sketchshow Seef Spees.
In 2023 maakte ze haar debuut als presentatrice van het televisieprogramma RaRa Ramadan, een quiz over de islamitische vastenmaand. Hetzelfde jaar presenteert ze samen met Karim Amghar de vierdelige serie Ramadan in Nederland, waarin ze persoonlijke verhalen over de ramadan ophaalt.
Op 18 januari 2024 werd de televisiefilm Triq Salama, het regiedebuut van Najib Amhali, uitgezonden op NPO 3. Akachar bedacht het verhaal en schreef samen met Sofie Tseng het scenario. Het verhaal is gebaseerd op haar idee, dat deels voortkomt uit haar eigen ervaringen met familie. In augustus 2024 werd Brieven uit de Kast, een programma geregisseerd door Hassnae Bouazza, uitgezonden op NPO 2, waarin Akachar queer moslims interviewde over hun ervaringen met liefde, eenzaamheid en familierelaties. Akachar wilde met dit programma homofobie binnen de moslimgemeenschap bespreekbaar maken en bewustwording creëren.
Later in 2024 zond de NTR Israël, Palestina en Wij uit, een tweedelige documentaireserie waarin Akachar en Tami Ravid, die zelf Joods is, het Israëlisch-Palestijnse conflict en de impact daarvan in Nederland bespraken. Het programma streefde naar het verminderen van polarisatie door dialoog en verbinding te bevorderen, met aandacht voor antisemitisme, islamofobie en gedeelde ervaringen.
Daarnaast was Akachar te zien als kandidaat in het 25e seizoen van Wie is de Mol? in 2025. Ze werd geëlimineerd in de zevende aflevering.

### Radio
Op de radio was Akachar in 2020 te horen in het opinieprogramma Vanzelfsprekend op NPO Radio 1, waar ze samen met Fadua El Akchaoui actualiteiten besprak. Tijdens de ramadan van 2023 was Akachar op woensdagen te horen in Suhoor Stories, een radioprogramma met zeven islamitische vrouwelijke presentatoren, waaronder Akachar.

## Maatschappelijke betrokkenheid
Naast haar werk in de entertainmentindustrie is Akachar ook actief als hulpverlener. Op haar zestiende was ze al vrijwilliger in het buurthuis in de Schilderswijk. Later werkte ze in het ondersteuningsteam voor slachtoffers van het toeslagenschandaal en ouders van wie het kind uit huis is geplaatst.
Ze is de maker van de Facebookgroep "Trauma's van Nora", waar Akachar en groepsleden persoonlijke verhalen delen over opgroeien tussen de Nederlandse en Marokkaanse cultuur. De groep telde in november 2021 meer dan 60.000 leden.

## Erkenning
Nora Akachar werd genomineerd voor de 'Vrouw in de Media Award 2024' als vertegenwoordiger van de provincie Utrecht. De prijs, georganiseerd door Vaker in de Media, zet vrouwelijke experts in de schijnwerpers om hun zichtbaarheid te vergroten.

## Persoonlijk
Akachar is moslima en draagt een hidjab. Ze is moeder van een dochter en was getrouwd, maar scheidde in 2023.